# La via dei tarocchi
La via dei tarocchi (La Via del Tarot) è un'opera del cileno Alejandro Jodorowsky (a cura di Marianne Costa) pubblicata per la prima volta in spagnolo nel 2004.
L'opera intende offrire un'interpretazione generale delle 78 carte degli Arcani maggiori e Arcani minori basandosi sull'edizione dei Tarocchi di Marsiglia ricostruiti da Philippe Camoin e lo stesso Jodorowsky. La ricostruzione di questo mazzo di carte, si può definire un'opera composita, originale. I due maestri cartai, difatti, hanno analizzato e studiato decine e decine di antichi giochi di Tarocchi, confrontandoli tra loro anche grazie all'ausilio delle moderne tecniche informatiche, dando origine ad un gioco, il gioco di Tarocchi Camoin-Jodorowsky, che ridona l'antico e sepolto splendore di questo meraviglioso strumento. Criticando buona parte dell'interpretazione tradizionale dei Tarocchi, Jodorowsky e Costa tentano di innovare la disciplina divinatoria e l'approccio ai simboli, riuscendo ad attuare una sintesi originale. 
La via dei tarocchi è suddivisa in varie sezioni, la prima delle quali tratta della struttura e numerologia dei Tarocchi; si passa poi ad esaminare gli Arcani Maggiori singolarmente considerati (simbologia, ipotesi di interpretazione in una lettura e una breve sezione in cui a prendere la parola è la carta stessa); ulteriori capitoli sono dedicati agli Arcani Minori (simili alle carte numerate dei comuni giochi) e una serie di Arcani ritenuti in relazione tra sé a coppie. Infine Jodorowsky e Costa affrontano la metodologia per mettere in pratica una lettura dei tarocchi, dai primi passi fino all'uso di dieci e più carte.

## Edizioni
- Alejandro Jodorowsky, Marianne Costa, La via dei tarocchi, traduzione di Michela Finassi Parolo, Feltrinelli, 2008, ISBN 978-88-07-42114-3.